# ألفرد براور
ألفرد براور (بالألمانية: Alfred Theodor Brauer) هو رياضياتي ألماني وأمريكي، ولد في 9 أبريل 1894 في تشارلوتنبرغ في ألمانيا، وتوفي في 23 ديسمبر 1985 في تشابل هيل في الولايات المتحدة.